# 4,5:9,10-diseko-3-hidroksi-5,9,17-trioksoandrosta-1(10),2-dien-4-oatna hidrolaza
4,5:9,10-diseko-3-hidroksi-5,9,17-trioksoandrosta-1(10),2-dien-4-oatna hidrolaza (EC 3.7.1.17, tesD (gen), hsaD (gen)) je enzim sa sistematskim imenom 4,5:9,10-diseko-3-hidroksi-5,9,17-trioksoandrosta-1(10),2-dien-4-oat hidrolaza (formira (2Z,4Z)-2-hidroksiheksa-2,4-dienoat). Ovaj enzim katalizuje sledeću hemijsku reakciju
()-3-hidroksi-5,9,17-triokso-4,5:9,10-disekoandrosta-1(10),2-dien-4-oat + H2O {\displaystyle \rightleftharpoons } 3-[(3aS,4S,7aS)-7a-metil-1,5-diokso-oktahidro-1H-inden-4-il]propanoat + (2Z,4Z)-2-hidroksiheksa-2,4-dienoat
Ovaj enzim učestvuje u bakterijskoj degradaciji steroidnog prstena.

## Literatura
- Nicholas C. Price; Lewis Stevens (1999). Fundamentals of Enzymology: The Cell and Molecular Biology of Catalytic Proteins (Third изд.). USA: Oxford University Press. ISBN 019850229X.
- Eric J. Toone (2006). Advances in Enzymology and Related Areas of Molecular Biology, Protein Evolution (Volume 75 изд.). Wiley-Interscience. ISBN 0471205036.
- Branden C; Tooze J. Introduction to Protein Structure. New York, NY: Garland Publishing. ISBN 0-8153-2305-0.
- Irwin H. Segel. Enzyme Kinetics: Behavior and Analysis of Rapid Equilibrium and Steady-State Enzyme Systems (Book 44 изд.). Wiley Classics Library. ISBN 0471303097.

## Spoljašnje veze
- 4,5:9,10-diseco-3-hydroxy-5,9,17-trioxoandrosta-1(10),2-diene-4-oate+hydrolase на 